# Tàhir ibn Muhàmmad
Tàhir ibn Muhàmmad fou nomenat delegat del califa Al-Mamun per a la província d'Armènia el 813 amb la missió d'atreure els funcionaris i militars a la seva causa, ja que la majoria eren partidaris de son germà al-Amín.
Tàhir es va presentar a Bardaa, on dominaven els partidaris d'al-Mamun, però fou assetjat allí per l'ostikan Ishaq ibn Sulayman. Tàhir devia acomplir la seva missió perquè les forces d'Ishak es van passar a Tàhir, i Ishak es va veure obligat a reconèixer el nou califa i a renunciar al càrrec.
Però Tàhir no va poder entrar a Dvin, que fou ocupada per Djahap al-Qaisi de Manazkert, erigit en defensor del califa deposat. El fill i successor de Djahap, Abd-al-Màlik ibn Djahap, va atacar Tàhir a Bardaa vers el 814, però Tàhir el va rebutjar.